# ACT Kassel
ACT Kassel is een Duitse sportclub uit Kassel, deelstaat Hessen. 

## Geschiedenis
De club werd in 1848 opgericht als Casseler TG en telde na enkele weken al 200 leden. De turnvereniging werd na een tijd echter door de overheid verboden en in 1862 heropgericht onder de naam Aeltere Casseler Turngemeinde. In 1885 opende de club zijn eerste eigen turnhal. De hal deed 26 jaar dienst tot deze te bouwvallig werd en in 1911 werd een nieuwe hal geopend. Tijdens de Eerste Wereldoorlog kwamen 33 leden van de club op. In 1919 fuseerde de club met VfR 03 Cassel, een club die nog maar enkele maanden bestond na fusie tussen FV Eintracht en Sportfreunde 1909. De nieuwe naam voor de club werd Casseler Turn- und Sportverein von 1848. De fusie legde de club geen windeieren en enkele atleten werden begin jaren twintig Duits kampioen. In 1924 besloot de Deutsche Turnerschaft dat turnclubs en balsportclubs niet langer onder één dak mochten blijven en door heel het land splitsten grootsportclubs in twee. De voetballers namen de naam CSC 03 Cassel aan terwijl de turners terug naar hun oude naam Aeltere Casseler TG grepen.  

### Voetbalafdeling TSV 1848 Cassel
In 1914 speelde de voetbalafdeling van TG 1848 reeds in de hoogste klasse en speelde daar drie seizoenen zonder succes. 
De fusieclub werd in het eerste seizoen derde in de Hessisch-Hannoverse competitie. Na nog een derde plaats het volgende seizoen werd de club in 1921/22 kampioen. Hierdoor plaatste de club zich voor de West-Duitse eindronde. De vijf kampioenen werden in één groep verdeeld en Cassel werd laatste. De volgende twee seizoenen werd de club laatste. In 1924 splitste de voetbalafdeling zich af en werd CSC 03 Cassel. 

#### Erelijst
Kampioen Hessen-Hannover
1922